# Ікаріс (Marvel Comics)
Ікаріс (англ. Ikaris, англ. вимова: [ˈɪkɑrɪs]) — вигаданий персонаж з коміксів американського видавництва Marvel Comics. Вперше він з'явився у "Вічні" #1 (липень 1976 р.) і був створений Джеком Кірбі. Персонаж зображений як представник раси, відомої як Вічні.
Річард Медден грає Ікаріса в Кіновсесвіті Marvel, дебютувавши у «Вічні» (2021).

## Історія публікації
Ікаріс вперше з’явився у Eternals #1 (липень 1976) і був створений Джеком Кірбі.
Ніл Гейман  з художником Джоном Ромітою-молодшим  створив міні-серіал 2006 року, який допоміг оновити роль Вічних у сучасному Всесвіті Marvel. Спочатку було запропоновано як серію з шести випусків, до випуску було додано ще один випуск, тому що, за словами редактора Ніка Лоу, «Занадто багато історії, щоб вписатися у структуру, яку ми собі встановили. Ніл починав випуск п'ятий і сказав мені, що йому може знадобитися сьомий випуск. Він просто мав занадто багато оповідань, щоб вмістити їх у шість випусків (навіть з першим і шостим подвійним розміром)». 
Ікаріс також з'являється у "Всенових загарбниках" як лиходій, коли він контролюється Крі, які використовують Божий Шепіт над ним.

## Біографія вигаданого персонажа

### Походження
Ікаріс народився понад 20 000 років тому в Полярії, в районі, нині відомому як Сибір. Він син Вічних Вірако і Тулайна. Його справжнє ім’я при народженні невідоме.
Коли другий вузол з целестіалів потопив девіанта Лемурія в те, що відомо як «Великий Катаклізм», Ікаріс направляє корабель людей до безпеки. Люди сприймають Ікаріса за птаха, і (за історією Всесвіту Marvel) він запам’ятовується як голуб, який провів Ноя до гір Арарата (Вічні, т. 1, № 2).

### Ранні століття
Ікаріс вибрав своє ім'я через трагічну аварію сотні років тому. Під час боротьби з девіантами в Стародавній Греції чоловік, відомий як Ікаріс, зустрічає жінку і одружується з нею. Разом у них народився син на ім’я Ікар, який любить парити з батьком високо над морями та горами Греції. З часом Вічний створює своєму синові набір механічних крил, щоб хлопчик міг літати самостійно.
Коли його батько зникає під час боротьби з девіантами, молодий Ікар шукає його за допомогою механічних крил. Занадто недосвідчений, щоб самостійно літати, молодий Ікар піднімається надто високо, втрачає свідомість у верхніх шарах атмосфери і падає до смертИ. Знайшовши сина мертвим, батько Вічний бере на пам'ять ім'я свого сина Ікаріс.
Близько 1000 року нашої ери Вірако, батько Ікаріс, гине в битві проти девіанта Дромедана. Потім Ікаріса усиновляє його дядько Валькін, який відкриває йому свій таємний арктичний будинок - Піраміду вітрів.
У певний момент протягом перших століть Ікаріс і Вічні вступили в конфлікт з безсмертним мутантом, Апокаліпсисом. Цей конфлікт закінчиться тим, що Ікаріс та Вічні перемагають його, а Ікаріс повірить, що Апокаліпсис мертвий.

### Сучасна епоха
Коли целестіали прибувають на Землю приблизно через півтора століття, Ікаріс досягає цієї місії за допомогою археолога-доктора Даніеля Даміана та його дочки Марґо. Ікаріс стає свідком прибуття Четвертої небесної сили на Землю. Потім він публічно відкриває себе, як це роблять усі Вічні. Пізніше він бореться з роботом "космічний Галк"  і бореться з Дромеданом. Під час Четвертого воїна син Валькіна Друїґ захоплює і катує Ікаріса, щоб змусити його розкрити місцезнаходження Піраміди вітрів. Ікаріс наздоганяє Друїґа і вбиває його, але не раніше, ніж Друїґу вдасться вистрілити зі зброї на Піднебесній; небесне, однак, неушкоджене.
Пізніше він вперше зіткнувся з Тором. Далі він брав участь у битві між Вічними та олімпійськими богами, перемігши Ареса.  Незабаром після цього він дізнався про загибель Зураса, Прем'єр -Вічного (лідера Вічних Землі).
Пізніше стало відомо, як Ікаріс вперше зіткнувся з нелюдяними людьми. Пізніше Ікаріс був захоплений разом з іншими Вічними армією Девіантів. Він приєднався з іншими Вічними і Залізною Людиною (Джим Роудс) до перемоги над Девіантами. Після цього Ікаріс бився з Мілстормом поруч з іншими Вічним і Месниками. Після битви він був обраний Уні-Розумом, щоб залишитися на Землі.
За своє довге життя Ікаріс також намагався бути чесним і справедливим лідером Вічних, але відмовився від Вічних традицій, щоб взяти активну та громадську роль у захисті людського роду. Він навіть прийняв унікальну людську ідентичність, ставши професійним борцем у Федерації боротьби необмеженого класу під назвою "Айсберг" Айк Гарріс. Ікаріс та його вічна Тена тривалий час відчували сильну неприязнь один до одного, і вони опиняються в конфлікті, коли її призначають Прем’єр -вічною. Ставлячи під сумнів її цінність як Прем’єр -Вічної, Ікаріс стикається з нею у Залі Вічного Суду і перемагає її, стаючи новою Прем’єр -Вічною. Потім Ікаріс бився з Гауром поряд з Вічними, Тором та Месниками Західного узбережжя. Він також поховав Марґо Даміан, коли вона була вбита експериментом Девіант.
Пізніше разом з іншими Вічними Ікаріс захопив Срібного Серфера від імені Вищого еволюціонера. Через деякий час після цього він був схоплений лідером Девіантів братом Вісарою, а потім звільнений Кро. Ікаріс викрив доктора Даміана як ворога Вічних і в результаті боровся з трансформованим Ейджеком. 
Коли Вічна Серсі захворіла на хворобу Махда Вайрі, невиліковну дегенеруючу вічну хворобу, Ікаріс та інші вічні намагалися привезти її до Олімпії та провести обряд очищення. Однак Серсі відкинула цю ідею на тій підставі, що ритуал був покликаний вбити інфікованого Вічного, і попросив його сім'ю виконати зв'язок Ганн Джосін між нею та її коханим Чорним лицарем. Ікаріс був розлючений цією ідеєю і виконав зв'язок без згоди лицаря. 
У серіалі «Нові вічні» Ікаріс досі зберігає титул «Первинний вічний». Апокаліпсис стародавнього ворога Ікаріса та Вічних повернувся, щоб підірвати ядерну боєголовку на Девіантній Лемурії. Він змушує батька Ікаріса Вірако повернутися до життя. Ікаріс протистоїть і бореться з Апокаліпсисом. Хоча Ікаріс зазнає поразки від Апокаліпсису, Ікарісу все ж вдається зруйнувати його корабель і зірвати план Апокаліпсису. Вірако збентежений, виявивши, що Вічні приймають таких девіантів, як Рансак Відхилений та Каркас. Під псевдонімом "Суверен" він коротко представляє Вічних у світі як команду супергероїв під назвою "Нова порода".

### Змінена реальність (мінісеріяВічні-2006)
Ікаріс знову з'явився у міні-серії Marvel "Вічні", написаній Нілом Гейманом і олівцем художника Джона Роміти-молодшого. Вічні були жертвами маніпуляцій пам’яттю та реальністю колишнім Вічним Спрайтом, і тому забули свою справжню ідентичність. Ікаріс відвідав Марка Каррі, щоб спробувати пробудити/згадати його минуле, але він дорікнув йому. Хоча Ікаріс (називаючи себе Іка Гарріс) був узятий в полон і розпорошується двома збоченці агентами, Ґелт і Морджак, його тіло знову з'являється в нижній частині (вигаданому) антарктичної міста Олімпії. Своє тіло і сили, повністю відновлені чутливим містом, Ікаріс повертає собі спогади і збирається пробудити своїх побратимів Вічних до їх справжньої ідентичности. Після тривалої битви він нарешті об’єднує кількох присутніх Вічних. Потім він планує об’єднатися з Маккарі та знову пробудити дев’яносто інших Вічних.

### Пошуквічних(Вічні – том 4)
Наприкінці останнього тому Маккарі був обраний "обраним", з яким спілкується пробуджений Сновидіння Небесного. Це дуже засмучує Ейджека, тому що він усе своє життя спілкувався з Піднебесними, їхньою мовою та значенням їх появи. У розмовах між Маккарі та Небесним, що мріє, вічні дізналися, що Небесні вибирають або створюють планету і засівають її формами життя. Потім вони створюють 100 вічних і 100 девіантів. Потім Небесні пильно стежать за планетою і зважують, яка з двох рас впливає на форми життя більше. Це робиться в підневільному стані Fulcrum. Якщо вплив Девіантів стає більш помітним, Піднебесні посилають Орду, щоб викорінити расу, і вони починають все спочатку. Якщо це Вічні, то Небесні дозволяють доброті повертатися назад до Точки опори, якій, здається, служать Небесні. Ці розмови між Маккарі та Небесним мрієм відбуваються на іншому рівні існування і змушують тіло Маккарі закритися, здавалося б, майже вмираючи, що турбує Серсі, оскільки вона вважає, що він залежний від цього стану. Ми також бачимо тут походження Сновидіння Небесного і те, як його приспали інші Небесники. 
Далі історія збирається з Теною та Ікаріс, намагаючись знайти всіх інших вічних амнезіаків і нагадуючи їм, хто вони. Вони виявили, що подібні зусилля проводить Друїґ, який тепер правитель Ворожейки. Друїґ використовує секретне джерело для пошуку Вічних і виграє у конкурсі пошуку та перетворення більшої кількости Вічних у свою справу. Ікаріс і Тена підходять до Фастоса, який вважає його інженером у Швеції на ім’я Філіп Восс. Тена намагається викликати у нього пам’ять питаннями про його минуле під виглядом того, що вони з Ікаріс є адвокатами, які виконують заповіт померлого родича пана Восса. Ця хитрість виявляється невдалою, і Ікаріс просто хоче нав'язати спогади Вічним, які втратили свою пам'ять, але це також викликає проблеми, оскільки вони бурхливо реагують на те, що їхній світ перевернувся так. 
Потім ми бачимо, що Тена перед поїздкою з Ікаріс відвідати Фастос вона залишає свого сина Джої Еліота на піклування свого батька: Зураса, який здається трохи розсіяним. Зурас починає досліджувати і показувати різні частини середовища існування Вічних з Джої. Саме тут ми дізнаємось, що Орда, про яку говорив Сновидець -Небес, що приходить на Землю, вже має агента на Землі, який зв’язаний з людиною через симбіотичні стосунки. Це виявляється син Тени Джої. Тоді Джоуї переходить у стан, подібний до трансу, коли переглядає нові та невивчені ділянки середовища існування та інформацію та передає цю інформацію назад до Орди. Серсі розслідує та дізнається про це, відстежуючи сигнал, який надходить із середовища проживання до Орди, і повідомляє про це Зюрас. Зурас знущається над цим поняттям, і життя Джоуї припиняється симбіотом, який визначає, що його виявили. 
Маккарі дізнається про Джої та його смерть від Небесного мрійника. Він одразу вирушає у місце проживання Вічних - Олімпію. Потім Ейджек виходить на сцену вечірки, схожої на "Палаючу людину", яка проводиться біля підніжжя Мрійливого Небесного. Він нападає і розганяє там прихильників, і до нього підходить ударна група Залізної людини під назвою Орден. Ейджек використовує "хитрість розуму джедая", щоб відправити орден, і Ікаріс з'являється, щоб попросити його піти під прикриття всередині оплоту Друїґа. Ейджек погоджується, і незабаром йому доводиться шукати Гільгамеша. Ейджек знаходить його і переконує, що Тена та Ікаріс одержимі девіантами та їх впливом. Врешті -решт Гілгамеш нападає на Маккарі і жорстоко б’є його, залишаючи завершити атаку проти інших Вічних. Ейджек з'являється після нападу Гілгамеша і розпилює Маккарі, знаючи, що йому дадуть нове тіло і відродять в одній з палат Олімпу, як їх раса використовувала тисячі років. Смерть Маккарі викликає необхідність того, щоб Небесний Сновидіння, якому немає з ким спілкуватися, використовував безпечний режим, який засинає всіх гуманоїдів на планеті, крім Вічних і Девіантів. 
Гільгамеш продовжує атаку, коли він досягає Олімпу, і Тена ледве перемагає його, але тільки після того, як він руйнує камеру для повторного збирання, яку Маккарі потрібно відновити. Потім Серсі нападає на Небесного Сновидіння, і йому повідомляють, що вона отримала посилені повноваження по догляду за Маккарі, тоді як він допомагав Сновидінному Небесному в каталогізації всіх надпотужних істот на планеті. Потім вона використовує свої повноваження для відновлення Маккарі, що припиняє потребу у безпеці безперебійного Сновидіння Небесного. І дивно, коли всі люди прокидаються зі свого сну, так само й Джої Еліот, що припиняє смуток Тени через втрату сина. Спостерігач згадує Сновидінному Небесному, що дитина була мертва, і Сновидіння Небесне ожило. Сновидіння Небесного відповідає, що дитина спала, як і інші люди, і просто прокинулася, коли решта заснула. Спостерігач заперечує, а потім розуміє, що Сновидіння Небесного зробило це як акт доброти, пояснивши, що дитина просто спить, як і решта людей. 

### Смерть
Пізніше, коли Остаточна Рада прибула на Землю, Ікаріс разом з усіма Вічними вбили себе, усвідомивши справжню мету, для якої вони були створені. Він був останнім Вічним, ще живим, коли Залізна Людина та Доктор Стрендж подорожували до гір Греції, щоб спробувати отримати відповіді від «Вічних». Перед смертю він розповів героям причину масового самогубства.

## Сили та здібності
Життєва сила Ікаріса збільшується космічною енергією, і він має повний розумовий контроль над своєю фізичною формою і тілесними процесами, навіть коли він спить або несвідомий. У результаті він практично безсмертний, несприйнятливий до хвороб і старіння і невразливий для звичайних форм травм. Якщо б Ікаріс був якимось чином травмований, він міг би відновити будь-яку пошкоджену тканину або відсутні тканини. Космічна енергія підсилює метаболізм Ікаріса, щоб він не втомлювався від будь-яких фізичних навантажень. Він може протистояти різким перепадам температури за допомогою розумової концентрації.
Ікаріс може левитирувати себе, подумки маніпулюючи гравітонами навколо себе. Він також може левітувати інших людей та предмети, навіть одночасно левітуючи себе. Ікаріс здатний літати за допомогою самолітації зі швидкістю приблизно 850 миль на годину, що швидше, ніж більшість інших Вічних.
Ікаріс має екстрасенсорні здібності низького рівня, що дозволяє йому сканувати поверхневі думки будь -якого розуму, менш спритного, ніж його власний. Він може подумки створювати ілюзії, щоб замаскуватися. Ікаріс також може псионічно маніпулювати атомами та молекулами, щоб змінити форму об’єкта. Однак Ікаріс є лише адептом другого рівня за п’ятирівневою шкалою (п’ятий рівень є найвищим) у цій дисципліні. Він може переставити молекули в повітрі, щоб створити практично непроникний щит про себе.
Ікаріс може проєктувати космічну енергію у вигляді променів з очей або променів і спалахів з рук. Ця космічна енергія, що зберігається в спеціалізованих анклавах клітин його тіла, може бути використана як сила, тепло, світло і, можливо, інші форми електромагнітної енергії. Ікаріс може спроєктувати максимальну ударну силу щонайменше 260 фунтів на квадратний дюйм. Він може випромінювати тепло з максимальною температурою щонайменше 3000 Фаренгейта, достатньо гарячою, щоб розплавити залізо. Для досягнення цієї максимальної температури йому потрібно близько однієї хвилини. Оскільки теплові промені Ікаріса можуть випаровувати тверді предмети, їх часто називають променями -дезінтеграторами. Максимальний діапазон його енергетичних променів становить близько 200 футів. Ікаріс-адепт четвертого рівня за п’ятирівневою шкалою (п’ятий рівень є найвищим) у цій дисципліні. Витрата космічної енергії таким чином безперервно протягом кількох годин тимчасово виснажить фізичні сили Ікаріса, але не його опірність травмам, хоча це тимчасово підвищить його чутливість до болю. Він швидко повернеться до нормального стану після закінчення таких тривалих витрат енергії.
Ікаріс може телепортувати себе псионічно, але вважає за краще не робити цього, оскільки, як і інші Вічні, він вважає процес самотелепортації фізично неприємним. Він також може телепортувати інших людей разом із собою.

## Інші версії

### Marvel 2099
Існує альтернативна майбутня версія Ікаріса в усесвіті Marvel 2099. Він з'являється в 2099 році: "Маніфестна доля".

### Вічний
Чак Остін написав «Вічний», серію Marvel MAX 2003-2004 рр., яка показувала прибуття батьків Ікаріс на Землю, у цій версії Ікадена та Джески, і його план історії включав «повернення у минуле, щоб побачити народження Ікаріса Земля, познайомся з його батьками, а потім [ми] рухаємося вперед у сучасний час».

## В інших медіа

### Фільм
- У квітні 2018 року Кевін Файґі оголосив, що Вічні почали розробку, зосередившись на Ікарісі разом із Серсі як на його центральних персонажах.[32][33] У травні 2018 року Метью та Раяна Фірпо було найнято для написання сценарію до проєкту.[34] Наприкінці вересня Marvel найняла Хлої Чжао для керівництва фільмом.[35] Зйомки розпочалися в липні 2019 року в Атланті.[36] На SDCC у 2019 році було підтверджено, що Річард Медден зіграє Ікаріса.[37]

### Телебачення
- Ікаріс з'являється у "Marvel Knights: Eternals", озвучений Тревором Девальлом.[38]

### Вебсеріали
- Ікаріс з'являється в MMO Marvel Heroes MMO: Chronicles of Doom, озвучений Воллі Вінґертом.